# Ґай-Ґжменца
Ґай-Ґжменца (пол. Gaj-Grzmięca, нім. Gaj-Gremenz) — село в Польщі, у гміні Збічно Бродницького повіту Куявсько-Поморського воєводства.
Населення — 195 осіб (2011).
У 1975-1998 роках село належало до Торунського воєводства.

## Демографія
Демографічна структура станом на 31 березня 2011 року:
|          | Загалом | Допрацездатний вік | Працездатний вік | Постпрацездатний вік |
| -------- | ------- | ------------------ | ---------------- | -------------------- |
| Чоловіки | 102     | 18                 | 73               | 11                   |
| Жінки    | 93      | 19                 | 56               | 18                   |
| Разом    | 195     | 37                 | 129              | 29                   |